# Свято-Троицкая церковь (Новозыбков)
Свято-Троицкая церковь (Храм Святой Троицы) — православный храм в городе Новозыбкове Брянской области. Относится к Клинцовской и Трубчевской епархии Русской православной церкви.

## История
После завершения Чудо-Михайловского собора в 1898 году пошла речь о постройке в Новозыбкове второго православного храма. С 1901 года велись работы по разработке проекта новой церкви и составлению сметы. Храм был заложен в 1905 году, но из-за утраты чертежей, активные строительные работы начались лишь летом 1907 года. К 1909 году были сооружены стены храма, но постройка остановилась по причине нехватки средств. Тысячу рублей на продолжение работ пожертвовал император Николай II, а 1 апреля 1914 года генерал-лейтенант Аркадий Вакуловский-Дощинский выделил ещё тысячу. 8 мая 1914 года состоялось освящение новой церкви.
До 1937 года в храме служил священник Григорий Езерский (арестован и расстрелян). Во время немецкой оккупации здесь служил священник Афанасий, расстрелянный через три дня после освобождения Новозыбкова. Храм закрыт в конце 1940-х. Весной 1952 года церковь была разграблена и разрушена. Впоследствии здание перестроили в трудовые мастерские средней школы № 2.
26 июня 1995 года здание было возвращено церкви. В ходе реконструкции 1995—2000 годов церкви вернули первоначальный вид. В декабре 2013 года установили колокола.

## Духовенство
- Настоятель храма — протоиерей Николай Шестопалов[4]

## Архитектура
Церковь построена из кирпича в русском стиле. С западной стороны пристроена шатровая колокольня. Основной объём завершён пятиглавием.